# Orthotylus viridinervis
Orthotylus viridinervis är en insektsart som först beskrevs av Carl Ludwig Kirschbaum 1856.  Orthotylus viridinervis ingår i släktet Orthotylus och familjen ängsskinnbaggar. Arten är reproducerande i Sverige. Inga underarter finns listade i Catalogue of Life.